# St. Jakobus der Ältere (Elbersroth)

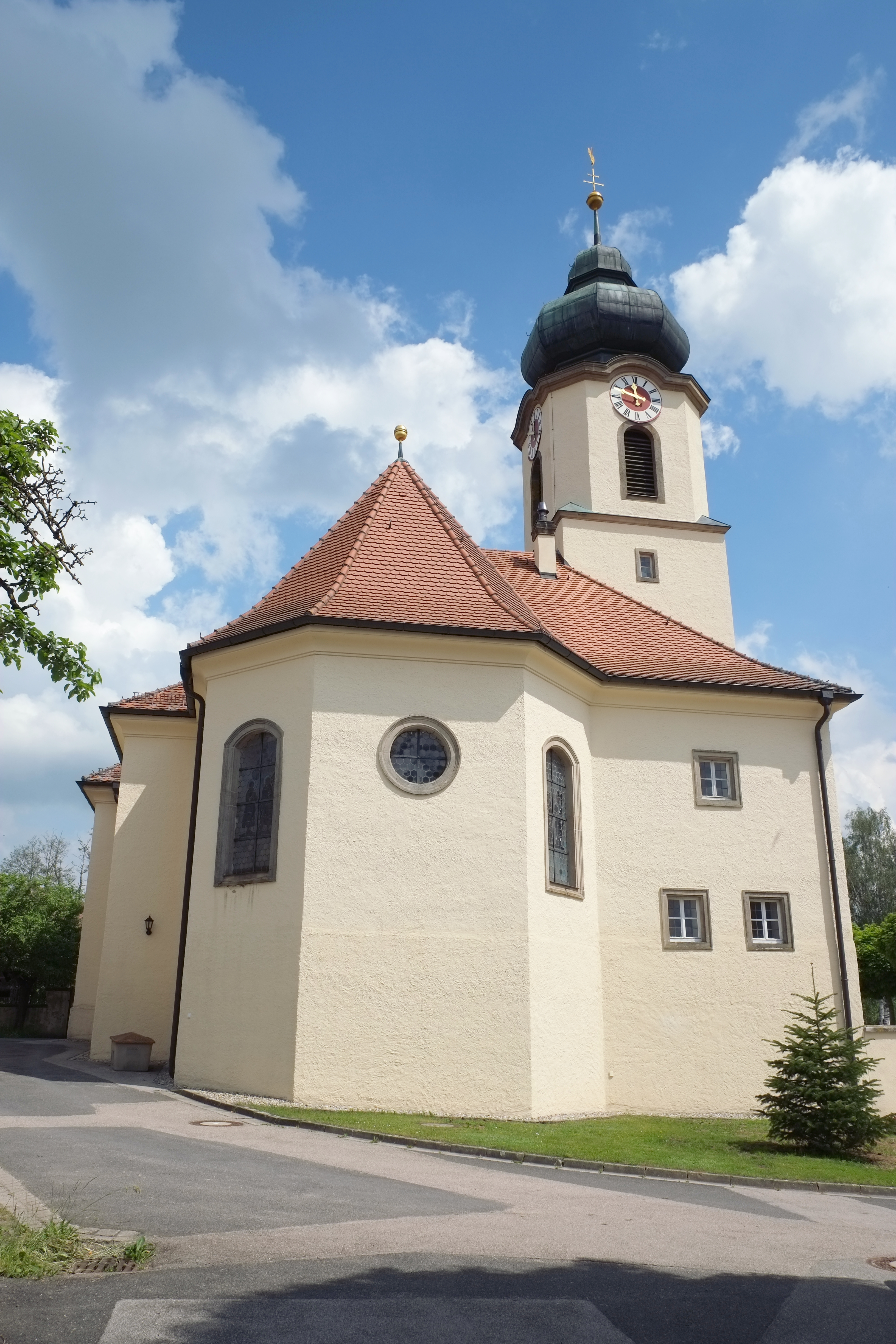
St. Jakobus der Ältere (Elbersroth)

Die römisch-katholische Pfarrkirche St. Jakobus der Ältere ist ein denkmalgeschütztes Kirchengebäude, das in Elbersroth steht, einem Gemeindeteil der Stadt Herrieden im Landkreis Ansbach (Mittelfranken, Bayern).
Das Bauwerk ist unter der Denkmalnummer D-5-71-166-70 als Baudenkmal in der Bayerischen Denkmalliste eingetragen. Die Pfarrei gehört zum Pfarrverband Herrieden-Aurach im 
Dekanat Herrieden der Bistums Eichstätt.

## Beschreibung
Die Saalkirche mit neobarocken Elementen wurde 1925 nach einem Entwurf von Carl Jäger errichtet. Aus Platzgründen wurde der neue dreiseitig geschlossene Chor des Langhauses nach Süden ausgerichtet. Der alte dreiseitig geschlossene Chor des Vorgängerbaus von 1751 wurde im Osten des Langhauses als Kapelle einbezogen. Dessen Innenraum ist geprägt vom ehemaligen Hochaltar mit Reliefs von den Schutzpatronen Willibald und Walburga. Auf dem Altarretabel aus der Mitte des 18. Jahrhunderts sind die Vierzehn Nothelfer dargestellt. Der neue Hochaltar mit dem Tabernakel wurde 1926 gebaut. Die beiden Seitenaltäre wurden aus der Vorgängerkirche übernommen. Auf der Brüstung der barocken Kanzel sind die Symbole der 4 Evangelisten dargestellt. Der Stuck an der Decke des Innenraums stammt von Franz Xaver Horneis. Auf Ölgemälden sind die Vierzehn Stationen des Kreuzweges dargestellt. Auf der Empore steht die 1933 gebaute Orgel. Der quadratische Kirchturm steht in der südöstlichen Ecke vom Langhaus und der am neuen Chor nach Osten angebauten Sakristei. Das oberste Geschoss, dessen Ecken abgeschrägt sind, beherbergt die Turmuhr und den Glockenstuhl. Darauf sitzt eine Welsche Haube.